# Anna Borkowska

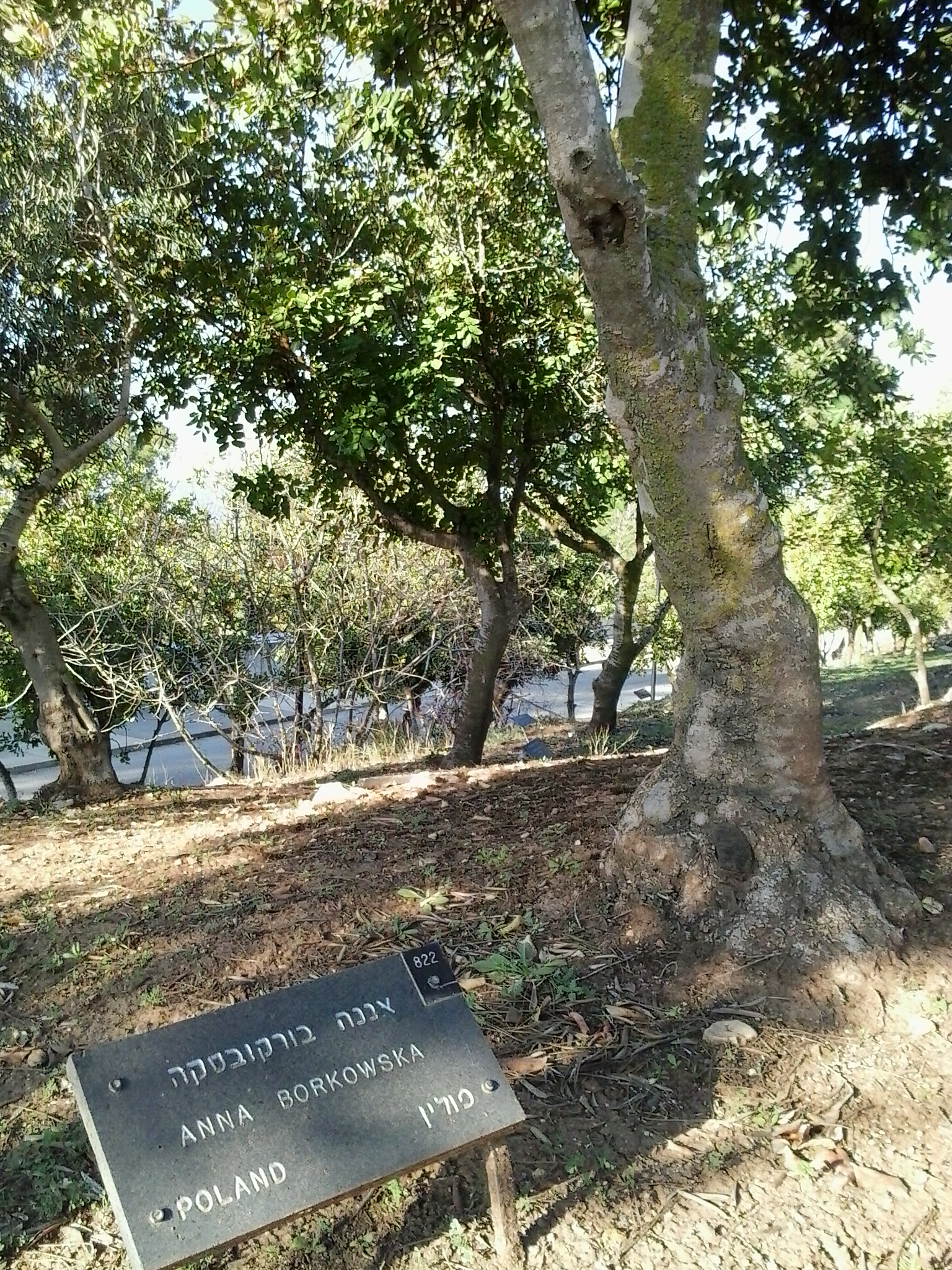
Der Baum, der zu Ehren Anna Borkowskas in Yad Vashem gepflanzt wurde

Anna Borkowska (1900–1988) war die Oberin eines kleinen Klosters von Dominikanerschwestern in der Nähe von Kolonia Wileńska, nahe Wilna im heutigen Litauen. Unter ihrer Leitung öffnete das Kloster 17 Mitgliedern der illegalen Untergrundbewegung der zionistischen Pioniere die Tore des Klosters und beschützten sie vor der Verfolgung durch die Nazis. 1984 wurde sie dafür von Yad Vashem als Gerechte unter den Völkern anerkannt.

## Leben
Als Absolventin der Universität Krakau trat Anna Borkowska nach ihrem Studium in das Kloster ein.

### Verstecken von Juden
Wilna wurde am 24. Juni 1941 im Rahmen des Unternehmens Barbarossa von den Deutschen besetzt. Mit dem Beginn der Massenerschießungen in Ponary im Juli 1941 wurde Anna Borkowska bei der Rettung der Juden aktiv. Sie versuchte, die Unterstützung der römisch-katholischen Kirche Wilnas zu bekommen, die diese jedoch aus Angst vor den deutschen Besetzern ablehnte. Auf eigene Initiative nahm sie 17 Mitglieder des Hashomer Hatzair auf, die hinter den Klostermauern einen sicheren Ort fanden und ihre politischen Aktivitäten fortsetzen konnten. Unter ihnen befand sich Abba Kovner, der dort seinen berühmten Weckruf zur Revolution schrieb. Abba Kovner erfasste die volle Bedeutung der Morde in Ponary und verstand, dass sie Teil eines systematischen Plans waren, alle Juden Europas zu ermorden. Als die Pioniere sich entschlossen, die Sicherheit des Klosters aufzugeben und ins Ghetto zurückzukehren, um die Widerstandsbewegung aufzubauen, versuchte Anna Borkowska, sie davon abzuhalten, jedoch hatte sie keinen Erfolg.

### Ghetto-Aufstand
Anna Borkowska wollte sich den Juden im Ghetto anschließen, doch brachte sie Kovner davon ab. Als Anna Borkowska ihn fragte, wie sie helfen könne, antwortete Kovner, sie bräuchten Waffen. Es waren Anna Borkowska und die anderen Nonnen, die Waffen und Munition ins Ghetto schmuggelten. Der Aufstand im Ghetto, organisiert von der Fareinikte Partisaner Organisatzije (Vereinigte Partisanen-Organisation), wurde am 1. September niedergeschlagen und das Ghetto liquidiert. 
Im September 1943 wurde Mutter Bertranda von der deutschen Besatzungsmacht verhaftet und in ein Arbeitslager bei Perwejniszki, nahe Kaunas deportiert. Das Kloster wurde aufgelöst und die Schwestern gingen auseinander. Schließlich bat Frau Borkowska darum, ihres klösterlichen Gelübdes enthoben zu werden, doch sie blieb ein zutiefst religiöser Mensch.

## Ehrungen
1984 wurden Anna Borkowska und sechs Schwestern ihres Klosters durch Yad Vashem der Titel „Gerechte unter den Völkern“ zuerkannt. Abba Kovner pflanzte zu ihren Ehren einen Baum auf dem Berg des Gedenkens in Yad Vashem. Zu diesem Zeitpunkt war sie 84 Jahre alt und lebte in einer kleinen Wohnung in Warschau.